# Heteropoda straminea
Heteropoda straminea este o specie de păianjeni din genul Heteropoda, familia Sparassidae, descrisă de Kundu, Biswas și Raychaudhuri, 1999. Conform Catalogue of Life specia Heteropoda straminea nu are subspecii cunoscute.